# 中国民主建国会陕西省委员会
中国民主建国会陕西省委员会，简称民建陕西省委、陕西民建，是中国民主建国会在陕西省的地方组织。